# 砥部焼

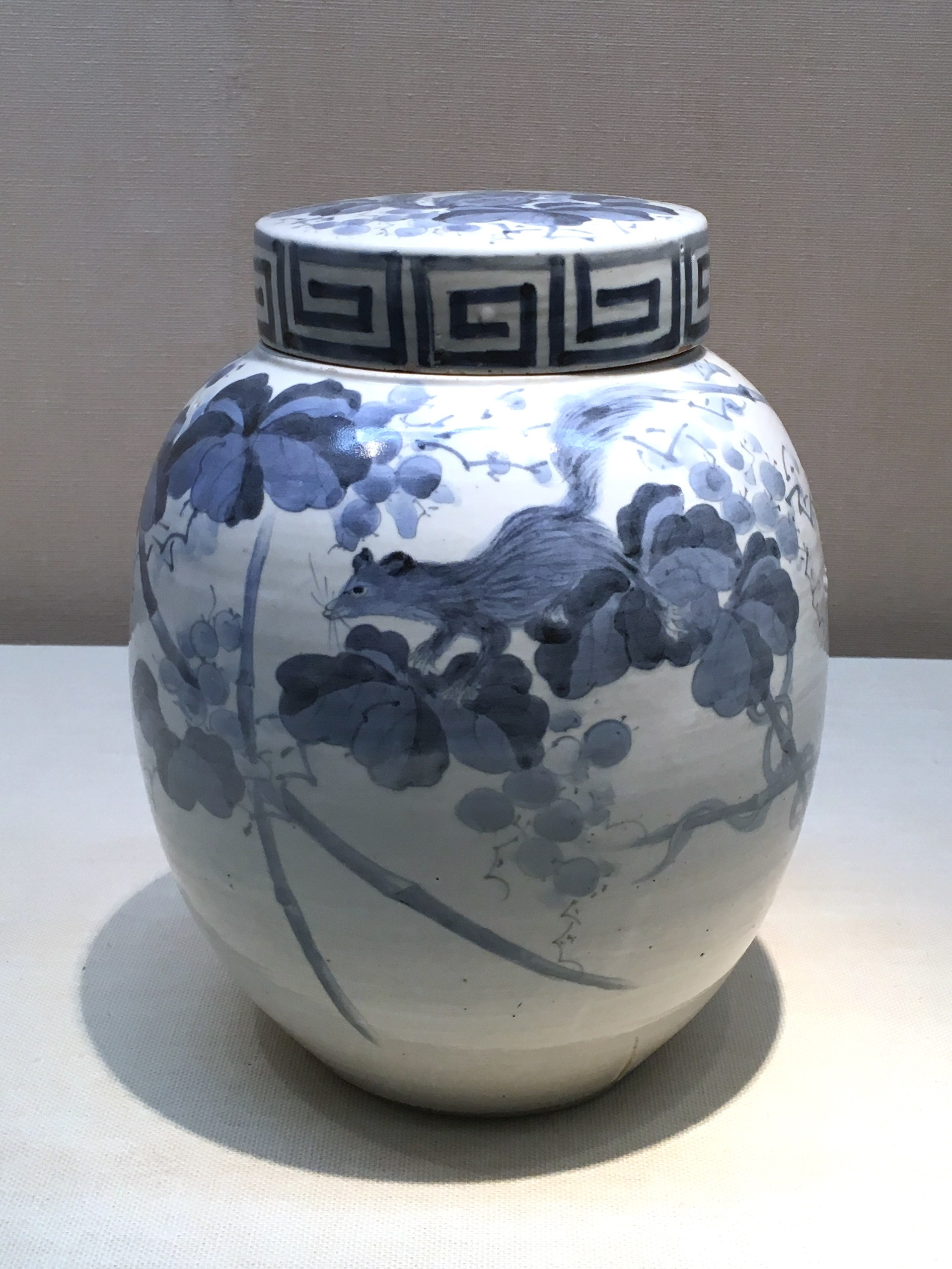
砥部焼（江戸時代後期）

砥部焼（とべやき）は、愛媛県砥部町を中心に作られる陶磁器である。一般には、食器、花器等が多い。愛媛県指定無形文化財。
後背の山地から良質の陶石が産出されていたことから、大洲藩の庇護のもと、発展を遂げた。
やや厚手の白磁に、呉須と呼ばれる薄い藍色の手書きの図案が特徴。他窯の磁器と比較して頑丈で重量感があり、ひびや欠けが入りにくいため道具としての評価が高い。夫婦喧嘩で投げつけても割れないという話から、別名喧嘩器とも呼ばれる。
砥部焼の多くは手作り成形のため、全国的に見ても決して大産地や有名産地ではないが、独特の風合いが愛好家に評価されている。讃岐うどんの器としても砥部焼はよく用いられる。
映画『瀬戸内海賊物語』（砥部町出身の大森研一が監督）においては、重要なシーンのアイテムとして砥部焼が用いられた。

## 沿革
砥部焼は、江戸時代中期に陶器を焼く窯として始まったが、大洲藩・九代藩主、加藤泰候（かとう やすとき）の時代に、藩の財政を立て直すため、砥石くずを使った磁器づくりを命じたことに起源を発するといわれている。命じられた杉野丈助（すぎの じょうすけ）が砥部の五本松という所に登り窯を据え、苦労の末に1777年（安永6年）にようやく白地に藍色の焼き物作りに成功したといわれる。焼き物に必要な薪も近くの山々で豊富に採れたうえ、傾斜地に流れる渓流や小川は水車を据えるのに適しており、原料の砥石を砕き陶土にするのに盛んに用いられた。
嘉永元年（1848年）、トンバリと呼ばれるレンガ造の窯が導入される。
明治期に入ると、廃藩置県により、工芸技術者の行き来が盛んになり、それまで各藩が抱え込み、門外不出とされた陶磁器作りの技術が流出した。瀬戸や唐津、あるいは京都などの当時の先進地の情報が砥部にもたらされるようになり、砥部焼も量産が可能となった。明治5年頃からは松前（現在の伊予郡松前町）の唐津船で、販路を全国へと広げていった。もともと、松前は海に面しており、小船を生かし沿岸の街を行き来する商人が居た。ただ、松前は松山藩、砥部は大洲藩であり、住民の交流は乏しかったが、松前の商人が砥部焼の商品性に着目し、商品として扱うよう求めたものであり、これも廃藩置県の一つの副次効果といえる。
その後、輸出商品として、郡中港（現在の伊予市の伊予港）から出荷された時期もあった。
1966年、陶工を養成するため愛媛県立松山南高等学校砥部分校に工芸科が設置された。
1976年（昭和51年）12月15日に通商産業省（現・経済産業省）の伝統的工芸品に指定された。焼き物は6番目に指定されている。
今日では、独立して窯を開く職人もみられ、また女性作家も増えているなど、日用工芸品としての道を歩んでいる。2005年（平成17年）12月27日愛媛県指定無形文化財。技術保持者として、酒井芳美（雅号・芳人、砥部町五本松）が認定される。